# Fort Belvoir
Fort Belvoir è una località militare della United States Army e un census-designated place (CDP) degli Stati Uniti d'America, situato nello stato della Virginia, nella contea di Fairfax.